# Presión evolutiva
Cualquier causa que reduzca el éxito reproductivo de una población en una proporción significativa ejerce una potencial presión evolutiva o presión selectiva. Si se produce suficiente presión,  en una población pueden generalizarse los rasgos hereditarios que mitigan sus efectos, incluso los que podrían ser nocivos en otras circunstancias. La presión evolutiva es la descripción cuantitativa de la cantidad de cambio sucedido en procesos investigados por la biología evolutiva, pero el concepto oficial se aplica con frecuencia a otras áreas de la investigación.
En la genética poblacional, la presión selectiva se suele expresar como un coeficiente de selección. Después

## Resistencia a los antibióticos
La farmacorresistencia en las bacterias es un ejemplo de selección natural. Cuando se utiliza un fármaco en una especie de bacteria, las que no pueden resistirlo mueren y no producen descendencia, mientras que las que sobreviven pueden pasar el gen que las hace resistentes a la siguiente generación (transmisión genética vertical). Por esta razón, la farmacorresistencia se incrementa de generación en generación. Por ejemplo, en los hospitales, se crean entornos en los que patógenos como la Clostridium difficile desarrollan una resistencia a los antibióticos. Esta resistencia a los antibióticos se agrava con el uso indiscriminado de estos fármacos, y se activa si se utilizan para tratar enfermedades no bacterianas, se toman en cantidades excesivas o durante más tiempo del indicado.

### Infecciones nocosomiales
La bacteria Clostridium difficile, una especie grampositiva que habita en el intestino de los mamíferos, es una de las principales responsables de las muertes por infecciones nosocomiales
Cuando se perturban las poblaciones simbióticas de flora bacteriana, por ejemplo, con antibióticos, el individuo queda más expuesto a los patógenos. La rápida evolución de la resistencia a los antibióticos inflige una fuerte presión selectiva a los alelos de la resistencia que se transmiten a las futuras generaciones. La hipótesis de la Reina Roja muestra que la carrera evolutiva entre bacterias patógenas y humanos es una batalla constante para obtener atributos que superen al otro. La carrera entre los factores de virulencia de las bacterias, de rápida evolución, y los tratamientos de la medicina moderna, exige que los biólogos especializados en la evolución comprendan los mecanismos de resistencia en estas bacterias patógenas, sobre todo considerando el creciente número de pacientes infectados en los hospitales. Los factores evolucionados de virulencia representan una amenaza para los pacientes de los hospitales, en situación de inmunodepresión por enfermedad o por tratamiento con antibióticos. Los factores de virulencia son las características que las bacterias evolucionadas han desarrollado para incrementar su capacidad patógena. Uno de los factores de virulencia de la C. difficile que mayor responsabilidad tiene en su resistencia a los antibióticos son sus toxinas: la enterotoxina y la citotoxina. Las toxinas producen esporas difíciles de desactivar y eliminar del entorno, sobre todo en los hospitales, donde la habitación de un paciente infectado puede llegar a contener esporas durante 20 semanas. Por tanto, la lucha contra la rápida difusión de estas infecciones depende de que las prácticas higiénicas del hospital eliminen las esporas del entorno. Un estudio publicado en el American Journal of Gastroenterology concluyó que para controlar la propagación de las infecciones hospitalarias, el uso de guantes y termómetros desechables, la desinfección y la higiene de las manos son prácticas necesarias en las instalaciones sanitarias. La virulencia de este patógeno es considerable, y puede provocar un cambio radical en los métodos de saneamiento utilizados en los hospitales para controlar los brotes de infección.

## Selección natural en humanos
El parásito de la malaria puede ejercer presión selectiva en las poblaciones. Esta presión ha llevado a la selección natural de los eritrocitos que portan la mutación genética que causa la anemia de las células falciformes en las zonas donde la malaria representa una seria amenaza para la salud, porque la enfermedad provoca cierta resistencia a esta enfermedad infecciosa.

## Resistencia a herbicidas y pesticidas
De forma similar al desarrollo de resistencia a los antibióticos en las bacterias, ha comenzado a surgir resistencia a los pesticidas y herbicidas más comunes en la agricultura. Por ejemplo:
- En EE. UU., varios estudios han mostrado que la mosca de la fruta que infesta los naranjales se está haciendo más resistente al malatión, un pesticida que se utiliza contra ella.[8]
- En la década de 1950, la palomilla dorso de diamante fue la primera especie en desarrollar resistencia al DDT[9] y en la década de 1990, a las toxinas de B. thuringiensis.[10]
- En el Reino Unido, las ratas de ciertas zonas han desarrollado una resistencia tan fuerte al raticida que pueden consumir hasta cinco veces la cantidad que mataría a una rata normal.[11]
- El DDT ha dejado de ser efectivo para controlar al mosquito que transmite la malaria en ciertas zonas, lo que ha contribuido a un resurgimiento de la enfermedad.[12]
- En el sur de EE. UU., la planta Amaranthus palmeri, que interfiere en la producción de algodón, ha desarrollado una resistencia generalizada al herbicida glifosato.[13]
- En el mar Báltico, la disminución de la salinidad ha llevado al surgimiento de una nueva especie de alga parda, Fucus radicans.[14]